# Eva Eriksson (illustratör)
Eva Eriksson, född 13 maj 1949 i Halmstad, är en svensk illustratör och författare.
Eva Eriksson utbildade sig på teckningslärarlinjen på Konstfack i Stockholm. Hon satt åren 2003–2012 på stol nummer 1 i Svenska barnboksakademin.
Eva Eriksson är en barnboksillustratör som tecknar sina bilder till egen eller andras text och färgerna i hennes bilder är oftast milda gröna, beigebruna, gula och vita nyanser. Hon har bland annat illustrerat alla böcker i serien om Max, samt andra böcker skrivna av Barbro Lindgren. Hon har även illustrerat böcker av Viveca Lärn.
Hon har varit sambo med Erik Strömdahl och med honom fått tre barn.[källa behövs]

## Priser och utmärkelser
- 1981 – Elsa Beskow-plaketten[5]
- 1981 – Expressens Heffaklump
- 1983 – BMF-Barnboksplaketten (tillsammans med Ulf Nilsson) för Lilla syster Kanin
- 1985 – BMF-Barnboksplaketten (tillsammans med Viveca Lärn) för Vi smyger på Enok
- 1986 – Rabén & Sjögrens tecknarstipendium
- 1998 – BMF-Barnboksplaketten för Malla handlar
- 1999 – Knut V Pettersson-stipendiat
- 2001 – Astrid Lindgren-priset
- 2006 – Ottilia Adelborg-priset
- 2008 – Emilpriset